# Конрад I фон Щраленберг
Конрад I фон Щраленберг (на немски: Konrad I von Stralenberg; Conrad I. de Hirzberc dict. de Stralinberc; † сл. 1240) е благородник от род Щраленберг, господар на Хирцберг.

## Произход и управление
Той е син на Хайнрих II фон Щраленберг († сл. 1196) и внук на Хайнрих I фон Щраленберг († 1174/сл. 1180) и правнук на Конрад I фон Хирцберг († сл. 1165).
Конрад I фон Щраленберг построява замък Щраленбург и основава през 1235 г. град Шрисхайм.

## Деца
Конрад I фон Щраленберг има шест деца:
- Хайнрих фон Щраленберг († сл. 1255)
- Лиоба? фон Щраленберг († сл. 1254), омъжена за Йохан фон Линденберг-Франкенщайн († сл. 1256)
- Конрад II фон Щраленберг († 1284), щатхалтер на Шрисхайм, строител на замък Валдек, женен за Агнес фон Шауенбург († сл. 1301)
- Еберхард фон Щраленберг († 16 ноември 1293), епископ на Вормс (1291 – 1293)
- Кристина фон Щраленберг († сл. 1262), омъжена I. за Херман фон Ритберг († сл. 1256), II. пр. 1262 г. за трушсес Филип фон Алцай († сл. 1262)
- Лиоба фон Щраленберг